# Meranda infirmata
Meranda infirmata är en fjärilsart som beskrevs av Walker 1862. Meranda infirmata ingår i släktet Meranda och familjen nattflyn. Inga underarter finns listade i Catalogue of Life.